# Adam Karabec
Adam Karabec (* 2. července 2003 Praha) je český profesionální fotbalista, který hraje na pozici ofenzivního záložníka za francouzský klub Olympique Lyon. Je bývalým mládežnickým reprezentantem, hrál za české národní týmy do 19 a do 21 let.

## Klubová kariéra
Karabec je odchovancem Bohemians Praha 1905, v jejich juniorských týmech hrál 7 let. V roce 2016 si ho vyhlédla pražská Sparta.

### AC Sparta Praha
Adam Karabec začal sezonu 2019/20 v týmu do 19 let v 1. dorostenecké lize. V září 2019 ho trenér Václav Kotal pozval do třetiligového sparťanského „béčka“. Karabec si svoji premiéru v seniorském fotbalu připsal 15. září proti „B“ týmu Příbrami, odehrál 85 minut. O týden později si připsal první gól, v utkání proti Motorletu Praha skóroval už v 6. minutě. Další gól si připsal 6. listopadu proti Rakovníku. V lednu obdržel Adam Karabec cenu pro nejlepšího mladšího dorostence na 18. Galavečeru Grassroots.
Trenér Sparty Václav Jílek Karabce zapojil do zimní přípravy „A“ týmu a nasadil ho do několika přípravných utkání, zahrál si poločas proti Českým Budějovicím a poločas proti FK Ústí nad Labem, s týmem pak odletěl na soustředění do španělské Marbelly. V únoru 2020 ve sparťanském áčku proběhla výměna trenéra a nový trenér A týmu Václav Kotal Karabce nominoval do utkání proti Sigmě Olomouc. Do utkání se skutečně dostal, když v 88. minutě vystřídal Moberg Karlssona. Další zápas odehrál 31. května 2020 proti Karviné, do hry se dostal v první minutě nastavení a o dvě minuty později využil nahrávky Vindheima a poprvé v lize skóroval a stal se třetím nejmladším ligovým střelcem (po Adamu Hložkovi a Tomáši Pilíkovi).
Adam Karabec se stal stálým členem A-týmu po dobu 4 let. Kde stihl získat dva tituly, dva poháry z Mol Cupu. V roce 2024 odešel na roční hostování do Hamburgeru SV.

### Hamburger SV
V červenci 2024 odešel na hostování do německého klubu Hamburger SV, který hrál 2. německou ligu. V 2. bundeslize debutoval 2. 8. 2024 proti Kolínu nad Rýnem. Do nového angažmá se uvedl skvěle, když ve 35. minutě našel přesným pasem ve útočníka HSV Ransforda Königsdörffera, který nadvakrát skóroval a svým druhým gólem v zápase zvýšil na 2:0. V sezóně 2024/2025 nastoupil do 31 zápasů, vstřelil 3 góly a přidal 6 asistencí. V německém poháru nastoupil do 2 zápasů a asistoval na jeden gól. Po skončení hostování měl zájem o setrvání v německém klubu, Hamburger SV a Sparta Praha se ale nedohodly na částce za případný přestup a Karabec se tak po skončení sezóny vrátil do pražského klubu.

### Olympique Lyon
V úterý 12. srpna 2025 bylo oznámeno, že novým týmem Adama Karabce bude francouzský klub Olympique Lyon, kam záložník přišel na roční hostování s opcí na trvalý přestup. Debutoval 16. srpna v 1. kole francouzské ligy v zápase proti Lens, když na hřiště nastoupil jako střídající v 92. minutě. Po dvou minutách na hřišti obdržel žlutou kartu.

## Reprezentační kariéra
V červnu 2023 byl nominován na závěrečný turnaj mistrovství Evropy hráčů do 21 let.

## Soukromí
Jeho otcem je státní zástupce Vrchního státního zastupitelství v Praze Jan Karabec.